# 富士は微笑む
「富士は微笑む（ふじはほほえむ）」は、1943(昭和18)年10月にコロムビア(当時ニッチク)からSP盤レコードで発売された、渡辺はま子と波平暁男のデュエットによる戦時歌謡である。作詞は高橋掬太郎、作曲は弘田龍太郎。